# Dysstroma pseudimmanata
Dysstroma pseudimmanata is een vlinder uit de familie spanners (Geometridae). De wetenschappelijke naam is voor het eerst geldig gepubliceerd in 1929 door Heydemann.
De soort komt voor in Europa.